# Bandera de la Vall de Bianya
La bandera oficial de la Vall de Bianya és un dels símbols oficials d'aquest municipi i té la següent descripció:
Bandera apaïsada, de proporcions dos d'alt per tres de llarg, bicolor vertical, verd fosc i groc; a la primera meitat, l'espasa d'empunyadura groga i fulla blanca amb la punta a baix, de l'escut, d'alçària 29/42 de la del drap, posada a 1/7 de la vora superior i a 2/21 de la de l'asta, i la vara de batlle blanca, de pom i borles grogues, del mateix escut, d'alçària 29/42, el pom posat a 1/7 de la vora superior i el cordó de la segona de les borles a 5/63 de la divisòria dels dos campers; i a la segona meitat, el món blau clar, cintrat de blanc, de diàmetre 19/63 de la llargària del drap, amb la creu patent grega negra somada, del mateix escut, tot el conjunt al centre.

## Història
L'Ajuntament va acordar en ple iniciar l'expedient d'adopció de la bandera el dia 16 de juliol de 2015. Després dels tràmits reglamentaris, la bandera es va aprovar el 21 de febrer de 2017 i fou publicada al DOGC número 7.320 de 2 de maig de 2017.
La bandera està basada en les dues particions presents en l'escut heràldic de la localitat: una primera partició de color verd fosc amb una espasa de color blanc amb l'empunyadura groga i una vara d'alcalde blanca amb el pom i les borles grogues, i una segona partició de color groc amb un món blau clar cintrat de blanc i amb una creu negra al capdamunt. D'altra banda, la resta d'elements de l'escut són descartats per fer la bandera més senzilla.
La bandera és obra d'Oleguer Plantalech. Com en el cas de l'escut, les dues particions contenen símbols que fan referència als antics municipis de Capsec i Sant Salvador de Bianya, que es van unir el 1969 per formar l'actual municipi. A més, els colors verd i groc fan referència als boscos bianyencs i al blat de moro (d'on prové el producte més conegut del municipi, el farro).